# Akia

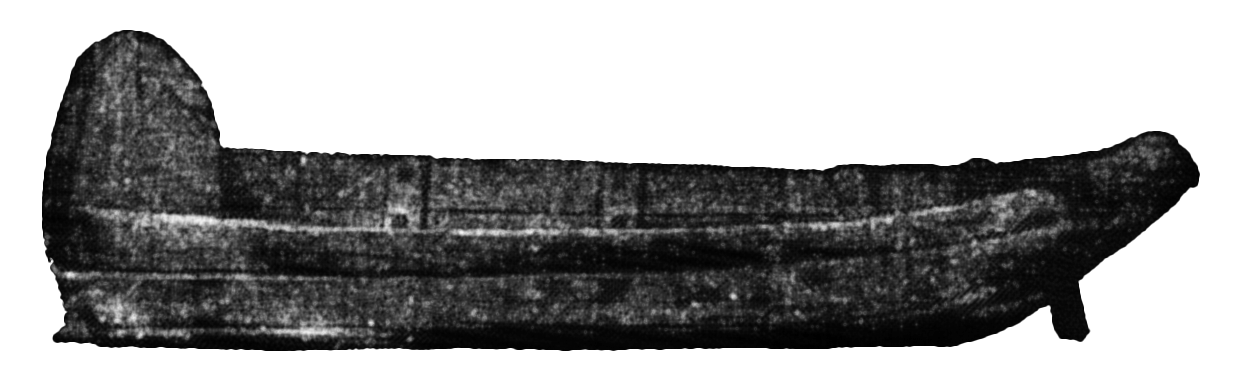
Ackja

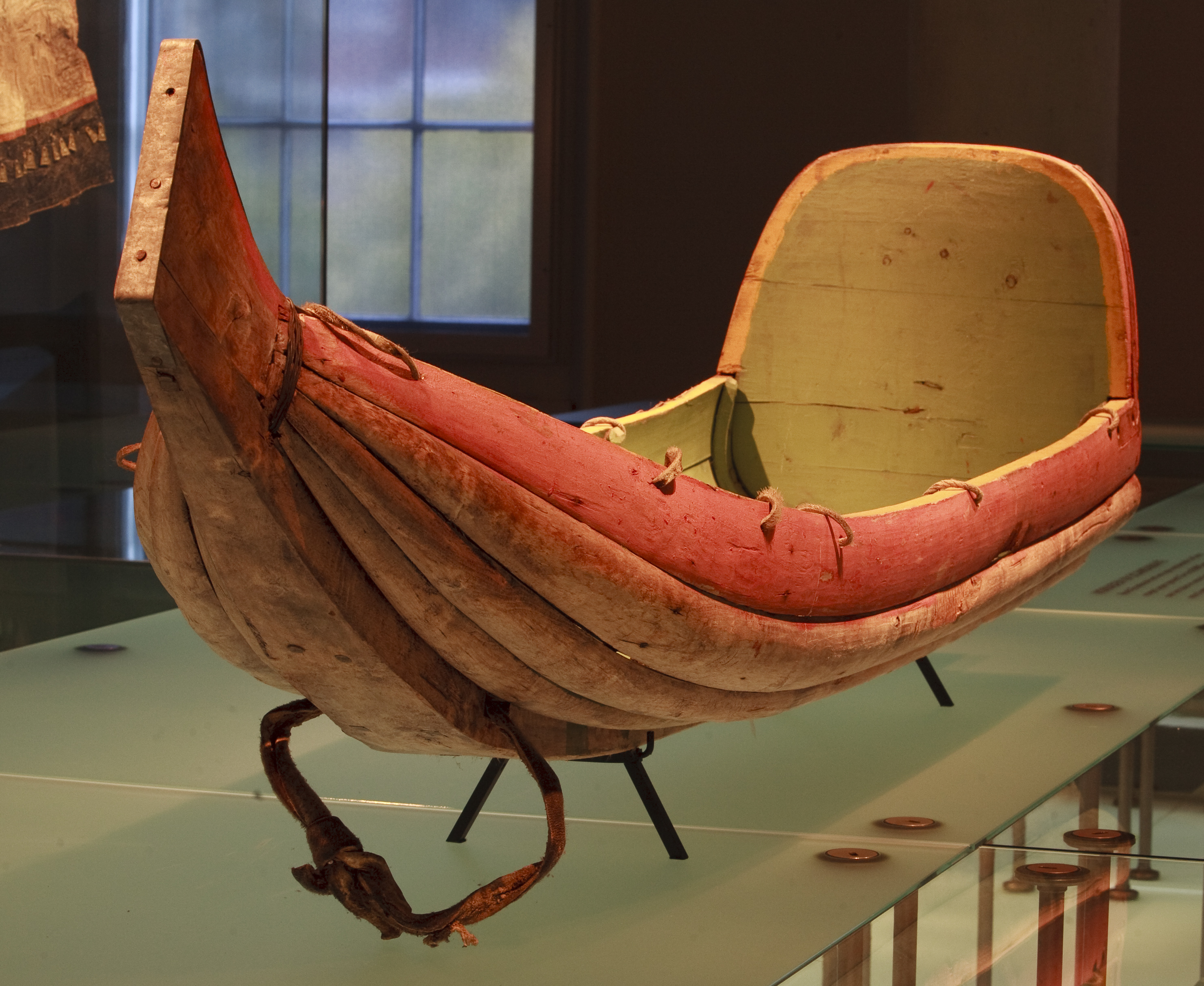
Historischer Akja in einer Ausstellung

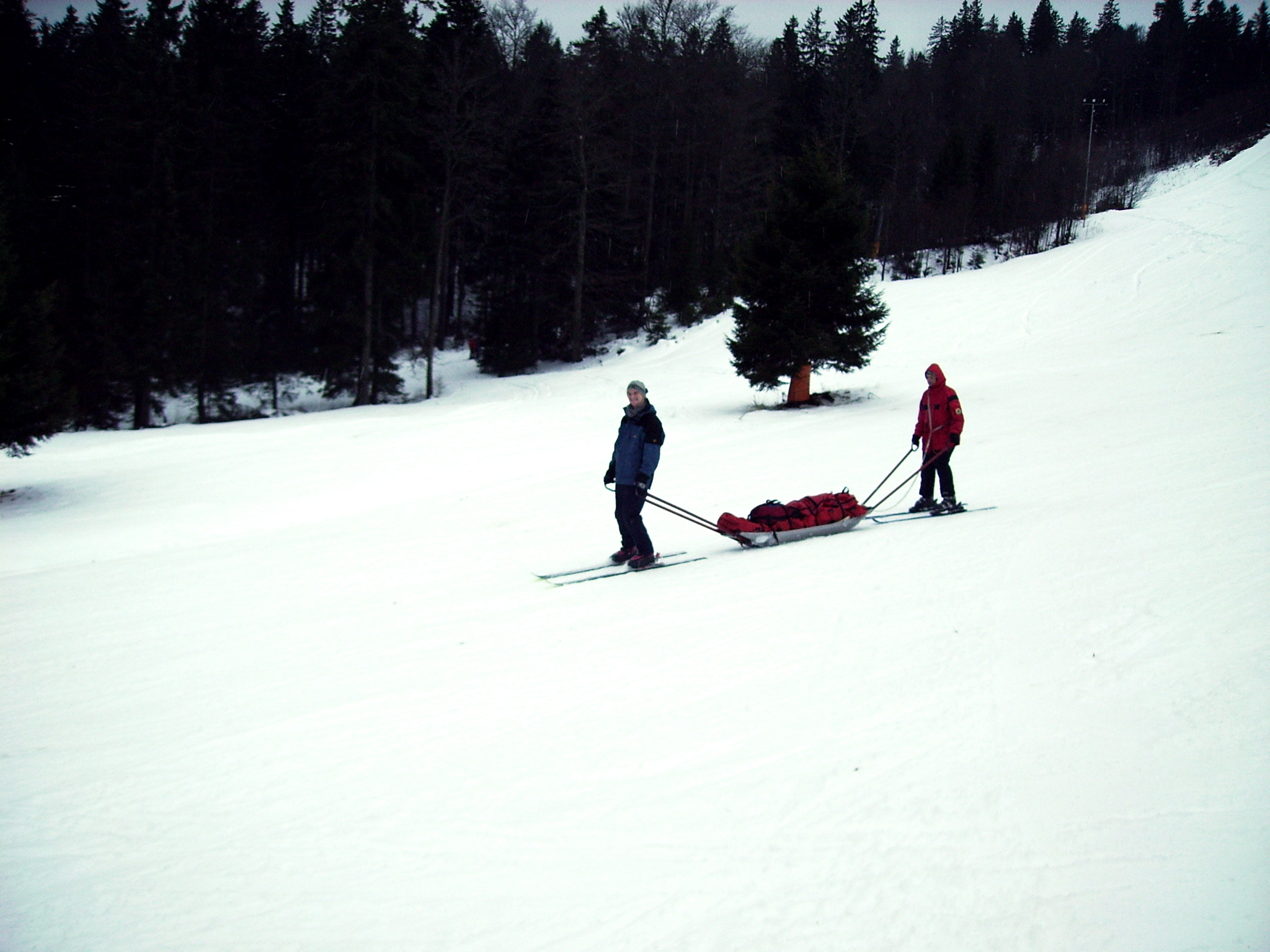
Bergretter mit Akja

Der Akia (lt. Duden Ackja) oder auch Pulkschlitten, ist ein wannenförmiger Schlitten, der traditionell in winterlichem Einsatz zu finden ist.

## Etymologie
Der Akja (auch Ackja, Akija oder Akia geschrieben), in ähnlicher Form als Wannen-Schlitten oder Pulka bezeichnet, ist ein Rettungs- oder Transportschlitten nach dem Vorbild des bootsförmigen Schlittens der Samen. Nachfolgend eine Übersicht von Bezeichnungen in Landessprachen:
- Davvisámegiella (Nordsamisch): gieres, geres, vuodjengeres, vuodjengieres
- Nuõrttsääʹmǩiõll (Skolt-Samisch): ǩeʹrres, ǩeʹrrsaž leʹbe räiddǩeʹrres
- Anarâškielâ: (Inari-Samisch) kerris, ráiđukerris, lijgekerris teikkâ vyeijimkerris
- Suomi (Finnisch): ahkiot, ajoahkiot, raitoaikiot, kuorma-aikiot, tavara-aikiot, vara-ahkiot, loijakat
- Norsk bokmål (Norwegisch): kjerris, kjørekjerris, lastkjerris
- Svenska (Schwedisch): ackja, rajdackja, lastackja

## Geschichte

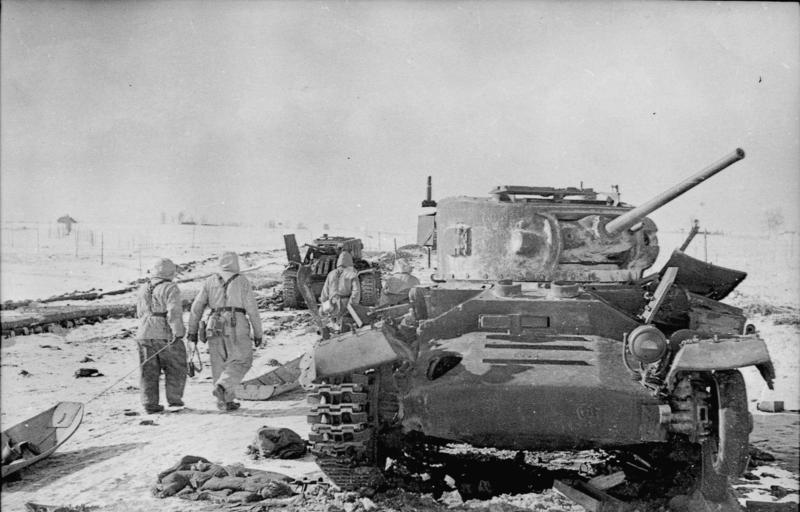
Leichte Akjas im russischen Winterkrieg

Akjas wurden von indigenen Völkern entwickelt und genutzt. Im Zweiten Weltkrieg wurden Akjas beim Militär genutzt.
Akjas wurden in den 1940er Jahren in der Hochgebirgssanitätsschule der Wehrmacht in St. Johann in Tirol entwickelt. Frühere Modelle waren aus Holz. Ein dem Akja ähnlicher Transportschlitten, der nur von einer Person gesteuert wird, ist der sogenannte „Kanadier“.

## Bauweisen

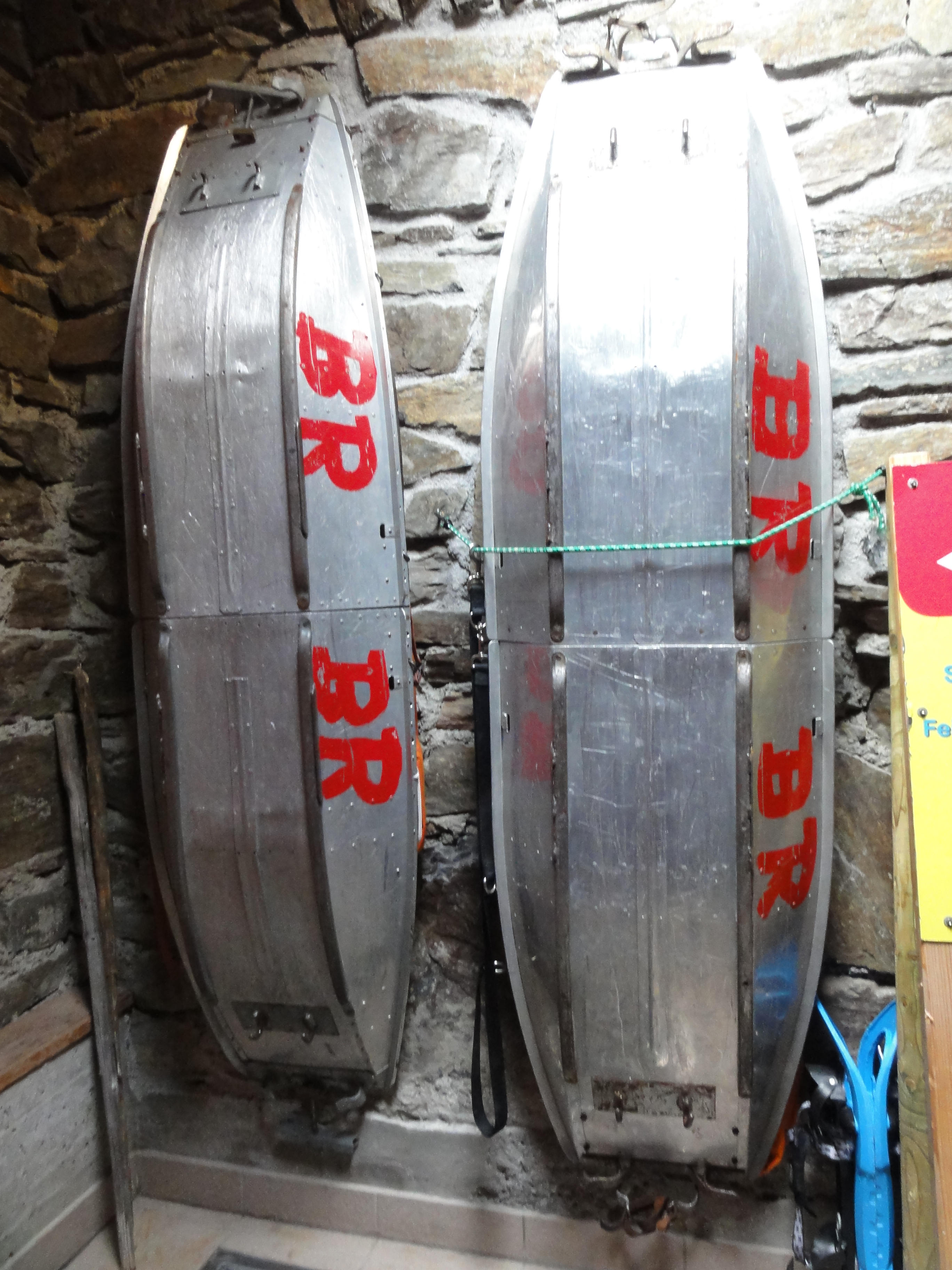
Zweiteilige Aluminium-Akjas der Bergrettung von 2013

Zu Akjas sind etliche Bauformen und Macharten mit unterschiedlichen Materialien bekannt, die sich im Laufe der Zeit entwickelt haben. Je nach Einsatzbereich sind auch besondere Bauweisen entwickelt worden.
Im Bereich der Bergrettung des 21. Jahrhunderts besteht der Akja aus einer länglichen Metallwanne, in der Regel aus Aluminium, mit aufgewölbten Enden, an denen jeweils ein leicht schräg nach oben und gegabelt verlaufendes Holmpaar befestigt wird. Die Wanne hat einen trapezförmigen Querschnitt und an den Kantenunterseiten und seitenmittig drei versteifende Kufen. Die geradlinigen Holme setzen die Kontur der Unterseite fort, bestehen aus Stahlrohr und enden mit großen ovalen, stehenden Ringen in etwa doppelt hüftbreitem Abstand.
Es gibt ein- und zweiteilige Akjas. Letztere sind zweiteilbar, um sie zerlegt auch am Rucksack befestigt transportieren zu können. Die Holme des Akjas, die auch „Lanten“ genannt werden, können abgenommen werden, um den Schlitten im Automobil, auf oder an Skiliften oder auf Pistenfahrzeugen zu befördern. Akjas können mit einer Seilsicherung versehen werden, um sie in absturzgefährlichem Gelände benutzen zu können. Dafür existieren Fixationspunkte wie Schraubschäkel, an denen Bandschlingen für die Seilsicherung angebracht werden können.
Es gibt Akjawannen aus Holz, aus Aluminium (selten Stahlblech) und aus Glasfaser- oder Carbonfaserwerkstoff.

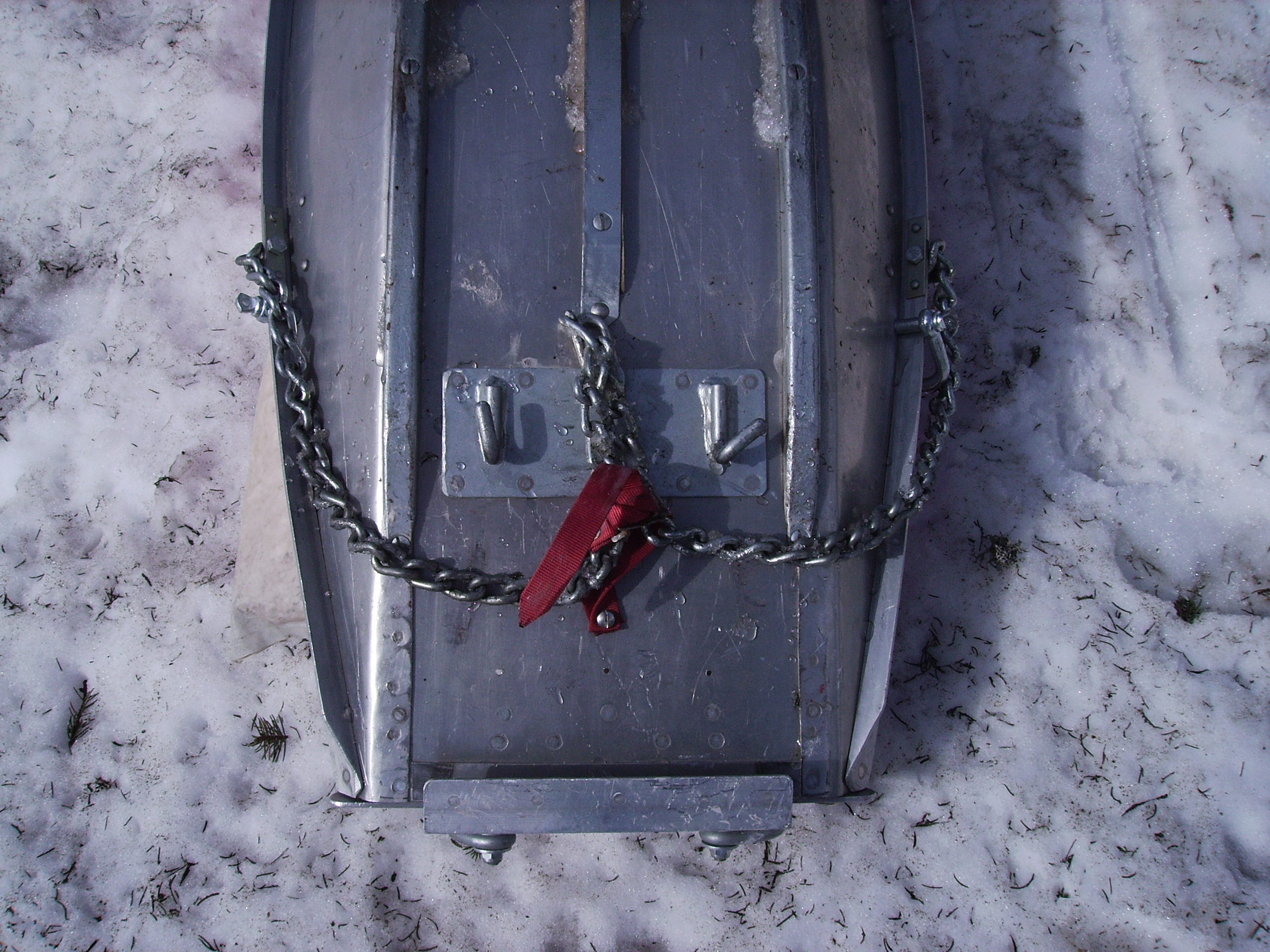
Aluminium-Akja mit Bremskette an Unterseite
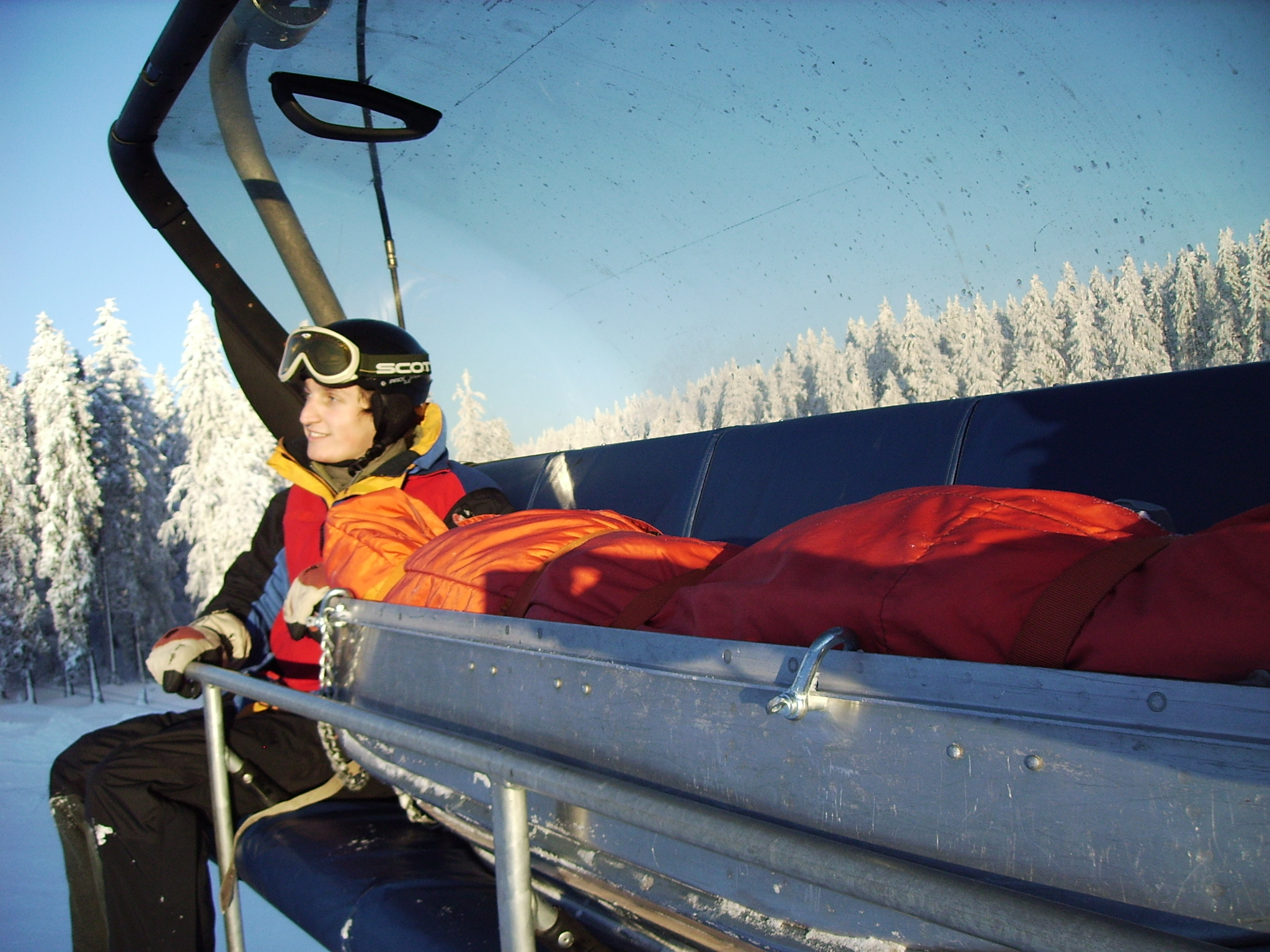
Akjatransport im Sessellift

## Einsatz

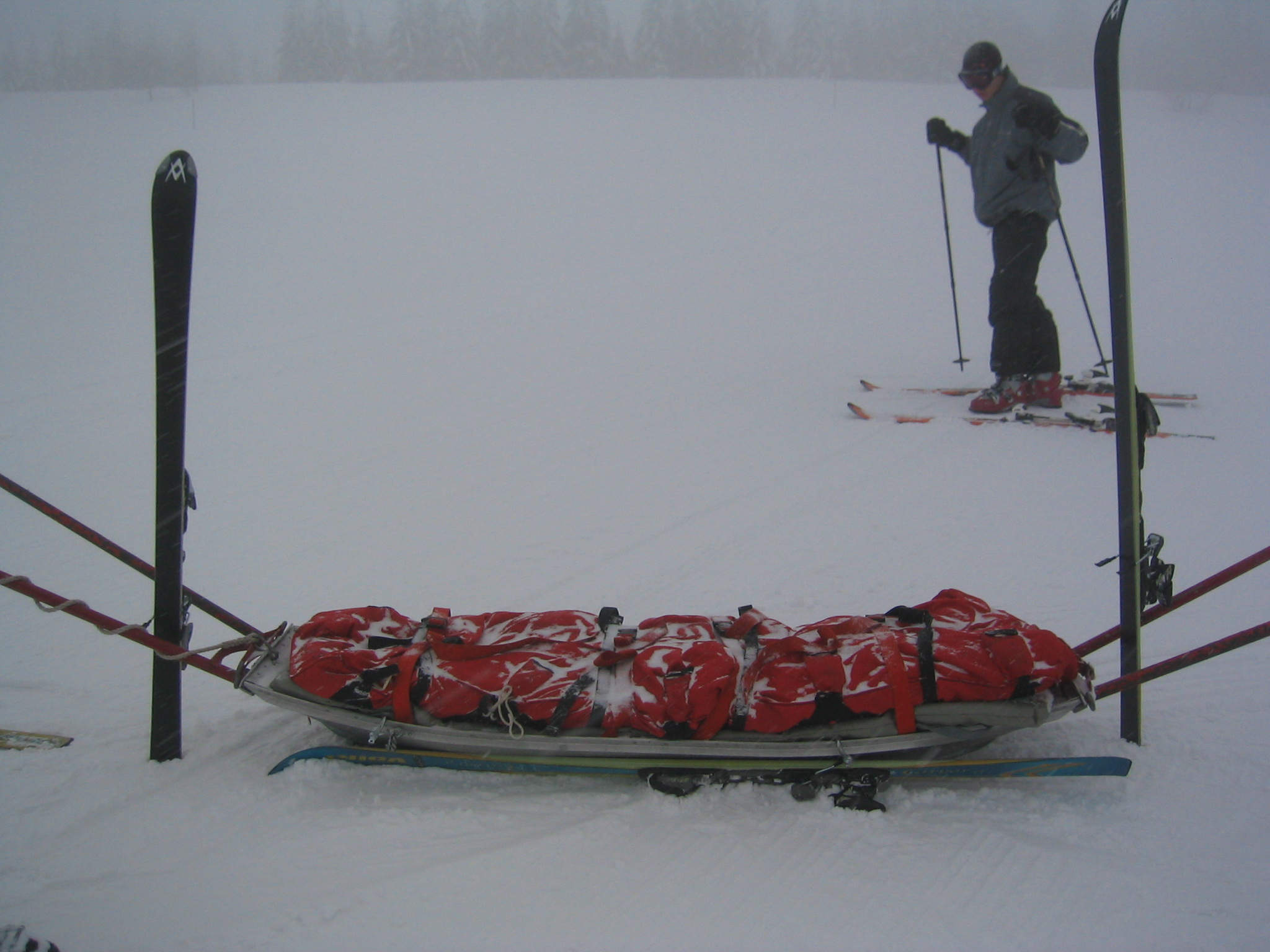
Gesicherter Akja

Der Akja, der vor allem gern in der Bergrettung im Winter und in Gebieten ewigen Schnees zum Transport von Patienten oder Material eingesetzt wird, kann einen Erwachsenen liegend transportieren.
Der Akja ist richtungssymmetrisch gestaltet, kann daher also in beide Richtungen gefahren werden. Leer oder mit unempfindlicher Last kann er gut vom Vordermann allein gefahren werden. Mit einer zum Transport gut gelagerten und eingegurteten Person fahren den Akja stets zwei Bergretter auf Skiern. Durch Übernahme eines Teils oder des ganzen Gewichts des vollen Akjas durch die vier Arme der Skifahrer werden Schläge durch Bodenbuckel auf den Akja vermieden und es kommt mehr Druck auf die besser gleitenden Skiflächen und steuernden Skikanten. Die Belastung des Akjas erzielt etwas Bremswirkung, die Führer können Pflug fahren oder bei Bedarf auch seitlich hangabwärts rutschen.
Mitunter nutzen Bergretter auch Snowboards, Skier laufen jedoch auf längeren Flachstücken besser, können im Schlittschuhschritt antreiben, man kann mit Skiern auch aufsteigen oder ein schneefreies Stück gehend überwinden.
Eine Bremskette unter dem talwärtig gefahrenen Ende des Akjas reduziert – zusätzlich zur Bremsmöglichkeit mittels Ski – in steilem Gelände die Geschwindigkeit des Schlittens, wenn sie über Druck auf die vorderen Holme in den Schnee gedrückt wird. Die Lage und Länge der Bremskette und damit die Bremswirkung kann meist reguliert werden. Eine Fangleine sichert den Akja an einem Retter und ist entweder direkt am Akja oder in Griffnähe an einem Holm befestigt.
Der Patient wird nach medizinischer Erstversorgung meist auf einer Vakuummatratze, isolierenden Unterlagen und in einem winddichten, isolierenden Bergesack gelagert. Wärmereflektierende Rettungsdecken können Wärmestrahlung reflektieren, Latentwärmespeicher (Wärmekissen), Wärmflaschen und elektrische Heizdecken können aktiv Wärmeenergie liefern.
Wenn der Patient Verletzungen der unteren Extremitäten aufweist und länger über steile Strecken transportiert werden muss, setzt man ergänzend einen Rettungssitz ein. Der Rettungssitz wird dem Patienten angelegt und nach oben abgespannt; dadurch werden die Beine vom Körpergewicht entlastet und geschont.
Nach der Lagerung des Verletzten wird er abtransportiert und an den Rettungsdienst übergeben, der über Straßen oder durch einen Rettungshubschrauber weitertransportieren kann.
Im Sommer kann der Akja als Alternative zur Gebirgstrage benutzt werden, um Patienten aus unwegsamem Gelände zu retten. Für längere Transportstrecken auf Wanderwegen oder sonstigem Gelände, das man begehen muss, bringt man, wie bei der Gebirgstrage, mittig einen einrädrigen Radsatz an, der einen Großteil des Patientengewichtes trägt. So können auch längere Distanzen einigermaßen den Patienten schonend und den Bergrettern kräftesparend überwunden werden.

### Einsatz im Zweiten Weltkrieg
Während des Zweiten Weltkrieges wurden an vielen Frontabschnitten Akjas eingesetzt. Die Wehrmacht unterschied dabei drei grundlegende Versionen.

#### Leichter Akja

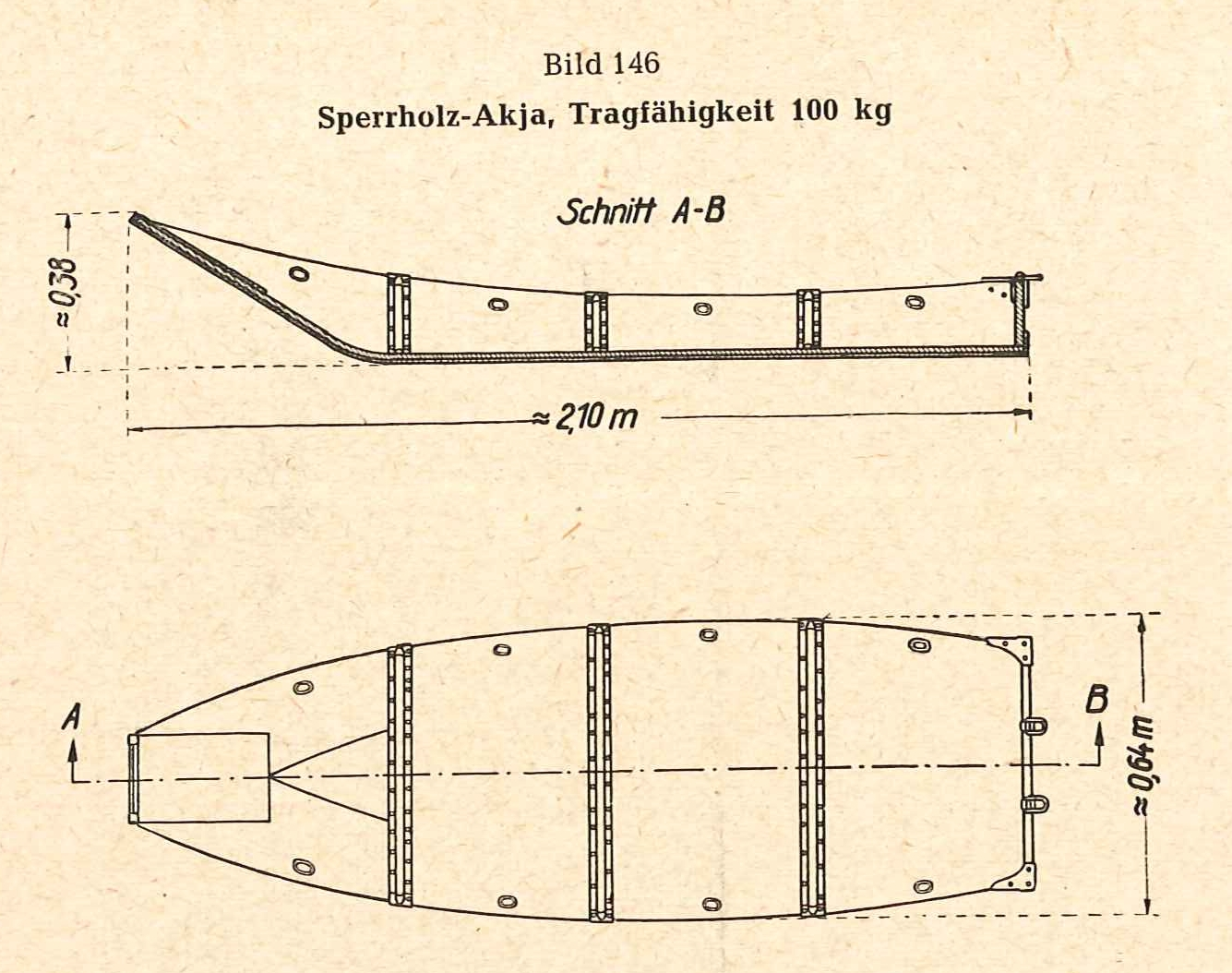
Der leichte Akja als Zeichnung von 1942

Verwendung fand der leichte Akja (kurz: le. Akja), oder auch leichter Pulkschlitten, zum Transport kleiner Lasten wie Munition, Handgranaten, Minen, Speisenträgern, Verwundeten oder Funkgeräten. Dabei konnten bis zu 100 kg verladen werden. Dadurch erreichte der Akja ein Gesamtgewicht von 111,5 kg. Er kam immer dort zum Einsatz, wo ein Mann mit einer Last im tiefen Schnee einsank und somit nur schwer vorwärts kam. Gezogen wurde der Akja von einem bis drei Skiläufern durch ein Zugtau mit drei Schlaufen. Auch war es möglich, den leichten Akja durch zwei für den Zug ausgebildete Hunde ziehen zu lassen. Dabei wurde der vordere Hund an der Leine geführt. Hergestellt wurde der leichte Akja in den Truppenwerkstätten der einzelnen Verbände nach den Zeichnungssätzen der Heereszeichnungsverwaltung Berlin C2. Der leichte Akja bestand aus Sperrholz mit Nieten und Nietscheiben und war ein flacher, bootsförmiger Schlitten. An den Seitenwänden waren oben je vier Löcher für die Leinen zum Festzurren der Lasten und zum Befestigen der Plane. Die Plane jedoch musste, da sie sehr steif war, erst in Wasser eingeweicht werden, um gebogen werden zu können. Nach vorn und hinten gab es je ein Brettstück, an dem das Zugtau oder das Anhaltetau angebracht waren.
Leichte Pulkschlitten waren bereits im Winter 1942/43 von den Truppenwerkstätten hergestellt worden, waren jedoch nie identisch. Hinsichtlich ihres Erscheinungsbildes gab es je nach Werkstatt immer kleine Abweichungen, da es nur grobe Zeichnungen gab. Zur offiziellen Einführung des leichten Akja kam es am 18. Juni 1942. Beim Heer wurde der leichte Akja üblicherweise bei den Schützen-, Jäger- und Pionierkompanien eingesetzt. Bei der Generalinspektion für das deutsche Straßenwesen nutzt man den Akja als Schleifanhänger zum Transport von Ersatzteilen, Verpflegung und zur Verbringung von Kranken. Da der Akja im Winter zum Einsatz kam, wurden diese immer mit weißer Farbe (RAL 9002) lackiert.

#### Waffen-Akja

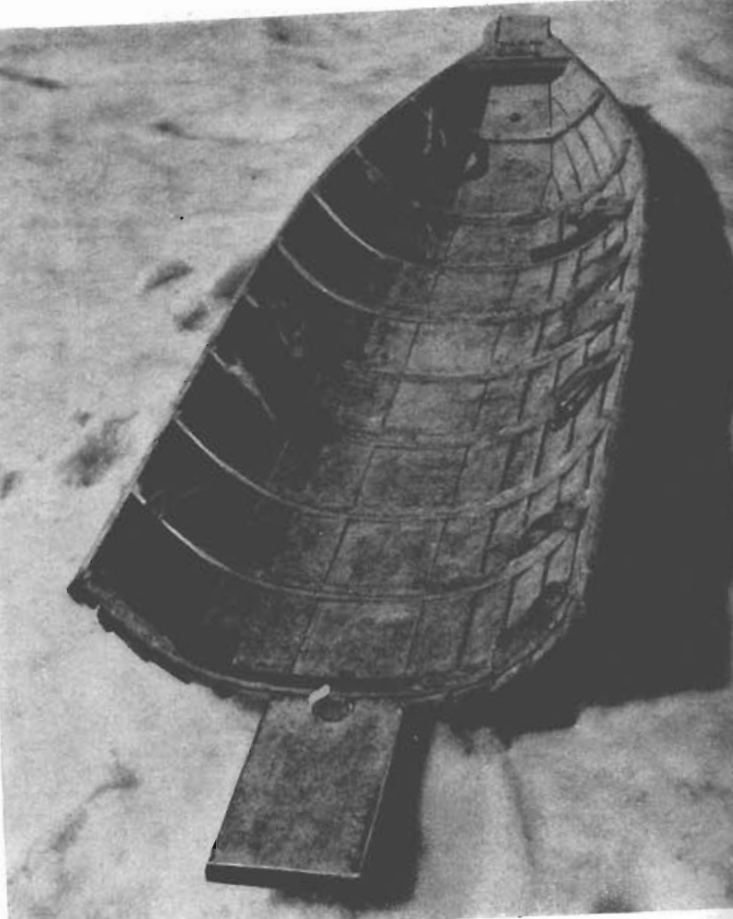
Der Waffen-Akja

Der Waffen-Akja bestand aus Kiefernholz und war, ähnlich wie der leichte Akja, ein bootsförmiger, flacher Schlitten. Er war an der hinteren Seite offen, besaß aber eine herausnehmbare Rückwand, um den Innenraum vor Schmutz und Schnee zu schützen. An den Innenwänden befanden sich oben Gurtschlaufen für die Leinen zum Festzurren von verschiedenen Lasten. Außerdem konnte an den Gurtschlaufen eine Plane zum Schutz vor der Witterung befestigt werden. Acht bootsförmig gekrümmte Spanten versteiften den Schlitten. Das Gleitbrett in der Mitte besaß eine Hohlkehle, welche das seitliche Abgleiten verhindern sollte. Der Waffen-Akja fand hauptsächlich Verwendung beim Transport von leichten Waffen wie Maschinengewehren oder Granatwerfern und deren Munition. Gezogen wurde der Waffen-Akja wie der leichte Akja, entweder durch Soldaten oder durch Hunde.
Am 19. Juni 1942 wurde der Waffen-Akja offiziell eingeführt, gemäß dem Befehl des Oberkommando des Heeres. Im Spätsommer 1942 wurden die ersten Schlitten ausgeliefert. Hersteller waren entweder die Truppenwerkstätten oder holzverarbeitende Handwerksbetriebe in ganz Deutschland. Die Zuladung dieses Schlittens betrug bis zu 150 kg, was ein Gesamtgewicht von 162 kg ergab. Dadurch konnte ein Akja ein leichtes Maschinengewehr mit vier Gurtkästen, vier Gurttrommeln 34 und einen Kasten für Öl und Petroleum transportieren. Außerdem war es möglich, mit einem leichten Maschinengewehr vom Akja aus zu feuern. Dabei wurde ein Maschinengewehr 34 mit Zweibein oder Dreibein, dessen Lafette sowie fünf Gurtkästen so auf ein Akja verlastet, dass ein sofortiges Feuern möglich war. Genutzt wurden diese Akja hauptsächlich von den Schützen- und Jägerkompanien, den Maschinengewehrkompanien der Schützen- und Jägerbataillone, sowie den Ski-Jägerverbänden. Auch dieser Akja wurde hauptsächlich in weiß (RAL 9002) lackiert.

#### Boots-Akja

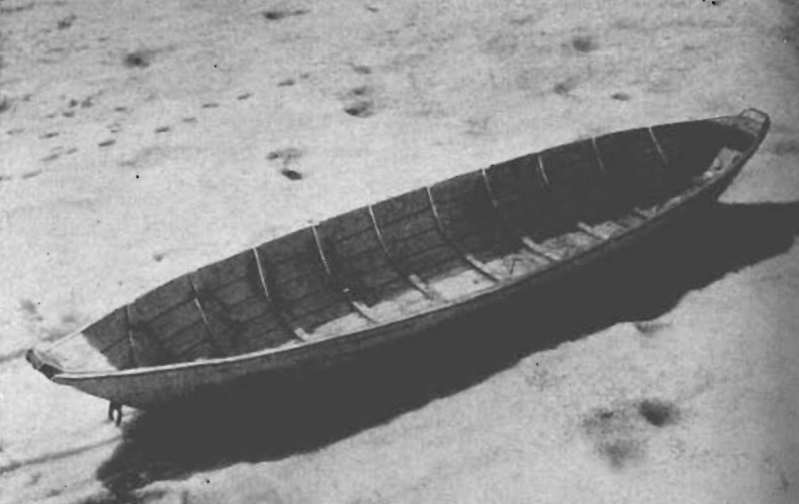
Der Boots-Akja

Der Boots-Akja, oder großer Pulkschlitten, war im Grunde identisch mit dem Waffen-Akja, allerdings war dieser Schlitten komplett geschlossen. Er bestand ebenfalls aus Kiefernholz, war flach und bootsförmig. Das Gleitbrett war 15 cm breit und 2 cm dick. Die Planken waren 7 mm dick und in Klinkerbauweise angeordnet. An jeder Seite befanden sich 10 Gurtschlaufen zur Befestigung der Lasten oder zur Befestigung der Plane. Genutzt wurde dieser Schlitten zum Transport von Nachrichtengerät, Munition, Handgranaten, Minen, Speisenträgern, Funkgeräten, schweren Granatwerfern und Flammenwerfern. Sollte ein Verwundeter transportiert werden, sollte dieser mit der beigefügten Plane abgedeckt werden. Insgesamt konnte man bis zu 150 kg zuladen, was ein Gesamtgewicht von 164 kg ergab. Gezogen wurde der Schlitten gleich dem leichten Akja oder dem Waffen-Akja.
In der ersten Jahreshälfte des Jahres 1942 wurde der Boots-Akja auf der Grundlage vorangegangener Winter entwickelt. Im Spätsommer 1942 kam es bereits zu den ersten Auslieferungen an die Truppe. Auch hier fertigten die Landeslieferungsgenossenschaften des holzverarbeitenden Handwerks, Stellmacher und Tischler die ersten Schlitten im Rahmen der Auftragserteilung durch das Heereswaffenamt an. Die Pulkschlitten wurden dabei nicht nur bei schweren Gelände mit Schnee und Eis eingesetzt, sondern auch bei Mooren oder versumpften Gelände. Zum Einsatz kamen die Boots-Akjas bei den Ski-Jagdkommandos der Jagdbataillone und den 1943 aufgestellten Ski-Jägerregimenten. Ein Angehöriger des Jagdbataillons 2 berichtete nach einer Übung:

„Wir übten auch mit Akjas. Diese Bootsschlitten wurden von zwei Mann gezogen, mit einem Seil, an dem ein Gurt befestigt war. Ein weiterer Mann musste hinten steuern und gegebenenfalls bremsen. Bei hohem Schnee waren die Akjas ein gutes Transportmittel, allerdings wegen ihres Gewichts ein kräftezehrendes.“

## Hersteller von Akjas
Der in Thaur ansässige Hersteller Tyromont gibt 2025 an, seit seiner Gründung 1953 über 10.000 Stück „Akja Rettungsschlitten“ hergestellt zu haben.